# Пердедай, Фаноль
Фаноль Пердедай (алб. Fanol Perdedaj; 16 июля 1991 года, Джяковица) — косоварский футболист, играющий на позиции полузащитника. Ныне выступает за клуб немецкой «Хомбург».

## Клубная карьера
Фаноль Пердедай — воспитанник немецкого столичного клуба «Герта», где он занимался футболом с июня 2002 года. Перед стартом сезона 2009/2010 он был вызван главным тренером берлинцев Люсьеном Фавром во взрослую команду. Однако он лишь в нескольких матчах числился в запасе «Герты», а регулярно играл за резервную команду, выступавшую в Региональной лиге (четвёртый уровень в системе немецких футбольных лиг).
14 августа 2010 года из-за травм Фабиана Лустенбергера и Паля Дардаи Передаю удалось дебютировать за основную команду, произошло это в матче Кубка Германии против «Пфуллендорфа». А 6 дней спустя Передай сыграл свой первый матч за берлинцев во Второй Бундеслиге, в котором «Герта» дома обыграла «Рот-Вайсс Оберхаузен».
В ноябре 2010 года Пердедай продлил контракт с «Гертой» до 2015 года. 3 марта 2012 года он наконец дебютировал в немецкой Бундеслиге в победном домашнем матче против «Вердера». На послематчевой пресс–конференции главный тренер берлинцев Отто Рехагель назвал Пердедая «Раем» (нем. Paradies): отчасти из-за его удачной игры в матче, а отчасти из-за того, что наставник так и не сумел правильно выговорить фамилию подопечного. Пердидай появлялся на поле ещё в 7 из 10 оставшихся матчей «Герты» в чемпионате 2011/12.
В последний день летнего трансферного окна 2012 года Пердедай на правах аренды перешёл в датский клуб «Люнгбю», выступавший в то время в Первом дивизионе.
17 января 2014 года Пердедай подписал полуторагодичный контракт с клубом немецкой Второй Бундеслиги «Энерги». Команда по итогам сезона покинула лигу, и следующий год Пердедай играл в Третьей Бундеслиге. Контракт с клубом продлевать он не стал, поэтому в 2015 году перешёл во «Франкфурт», который на тот момент выступал во Второй Бундеслиге. 
После того, как «Франкфурт» опустился на лигу ниже, Фаноль Пердедай присоединился к другому немецкому клубу «Мюнхен 1860». Во время зимнего перерыва сезона 2017/18 Пердедай снова сменил команду и подписал контракт с клубом «Саарбрюккен».

## Карьера в сборной
21 сентября 2009 года Фаноль Пердедай получил немецкое гражданство. Ему довелось сыграть ряд матчей в разных возрастных молодёжных сборных Германии.
Пердедай также провёл 5 матчей за сборную Косова, против сборных Гаити, Турции, Омана, Экваториальной Гвинеи и Албании. Все встречи носили товарищеский характер и состоялись в Косове.

## Статистика выступлений

### В сборной
| Матчи и голы Фаноля Пердедая за сборную Косова | Матчи и голы Фаноля Пердедая за сборную Косова | Матчи и голы Фаноля Пердедая за сборную Косова     | Матчи и голы Фаноля Пердедая за сборную Косова | Матчи и голы Фаноля Пердедая за сборную Косова | Матчи и голы Фаноля Пердедая за сборную Косова | Матчи и голы Фаноля Пердедая за сборную Косова |
| №                                              | Дата                                           | Место проведения                                   | Соперник                                       | Счёт                                           | Голы                                           | Соревнование                                   |
| ---------------------------------------------- | ---------------------------------------------- | -------------------------------------------------- | ---------------------------------------------- | ---------------------------------------------- | ---------------------------------------------- | ---------------------------------------------- |
| 1                                              | 5 марта 2014                                   | Олимпийский стадион Адем Яшари, Косовска-Митровица | Гаити                                          | 0:0                                            | —                                              | Товарищеский матч                              |
| 2                                              | 21 мая 2014                                    | Олимпийский стадион Адем Яшари, Косовска-Митровица | Турция                                         | 1:6                                            | —                                              | Товарищеский матч                              |
| 3                                              | 7 сентября 2014                                | Городской стадион, Приштина                        | Оман                                           | 1:0                                            | —                                              | Товарищеский матч                              |
| 4                                              | 10 октября 2015                                | Городской стадион, Приштина                        | Экваториальная Гвинея                          | 2:0                                            | —                                              | Товарищеский матч                              |
| 5                                              | 13 ноября 2015                                 | Городской стадион, Приштина                        | Албания                                        | 2:2                                            | —                                              | Товарищеский матч                              |
| 6                                              | 3 июня 2016                                    | Фольксбанк Штадион Франкфурт, Франкфурт-на-Майне   | Фареры                                         | 2:0                                            | —                                              | Товарищеский матч                              |
| 7                                              | 5 сентября 2016                                | Веритас, Турку                                     | Финляндия                                      | 1:1                                            | —                                              | Квалификация ЧМ 2018                           |
| 8                                              | 6 октября 2016                                 | Лоро Боричи, Шкодер                                | Хорватия                                       | 0:6                                            | —                                              | Квалификация ЧМ 2018                           |
| 9                                              | 9 октября 2016                                 | Стадион Краковии, Краков                           | Украина                                        | 0:3                                            | —                                              | Квалификация ЧМ 2018                           |
| 10                                             | 12 ноября 2016                                 | Анталья Арена, Анталья                             | Турция                                         | 0:2                                            | —                                              | Квалификация ЧМ 2018                           |
| 11                                             | 24 марта 2017                                  | Лоро Боричи, Шкодер                                | Исландия                                       | 1:2                                            | —                                              | Квалификация ЧМ 2018                           |
| 12                                             | 29 мая 2018                                    | Летцигрунд, Цюрих                                  | Албания                                        | 3:0                                            | —                                              | Товарищеский матч                              |

Итого: 12 матчей / 0 голов; eu-football.info Архивная копия от 24 июня 2018 на Wayback Machine.